# 하스켈 무료 도서관 및 오페라 극장

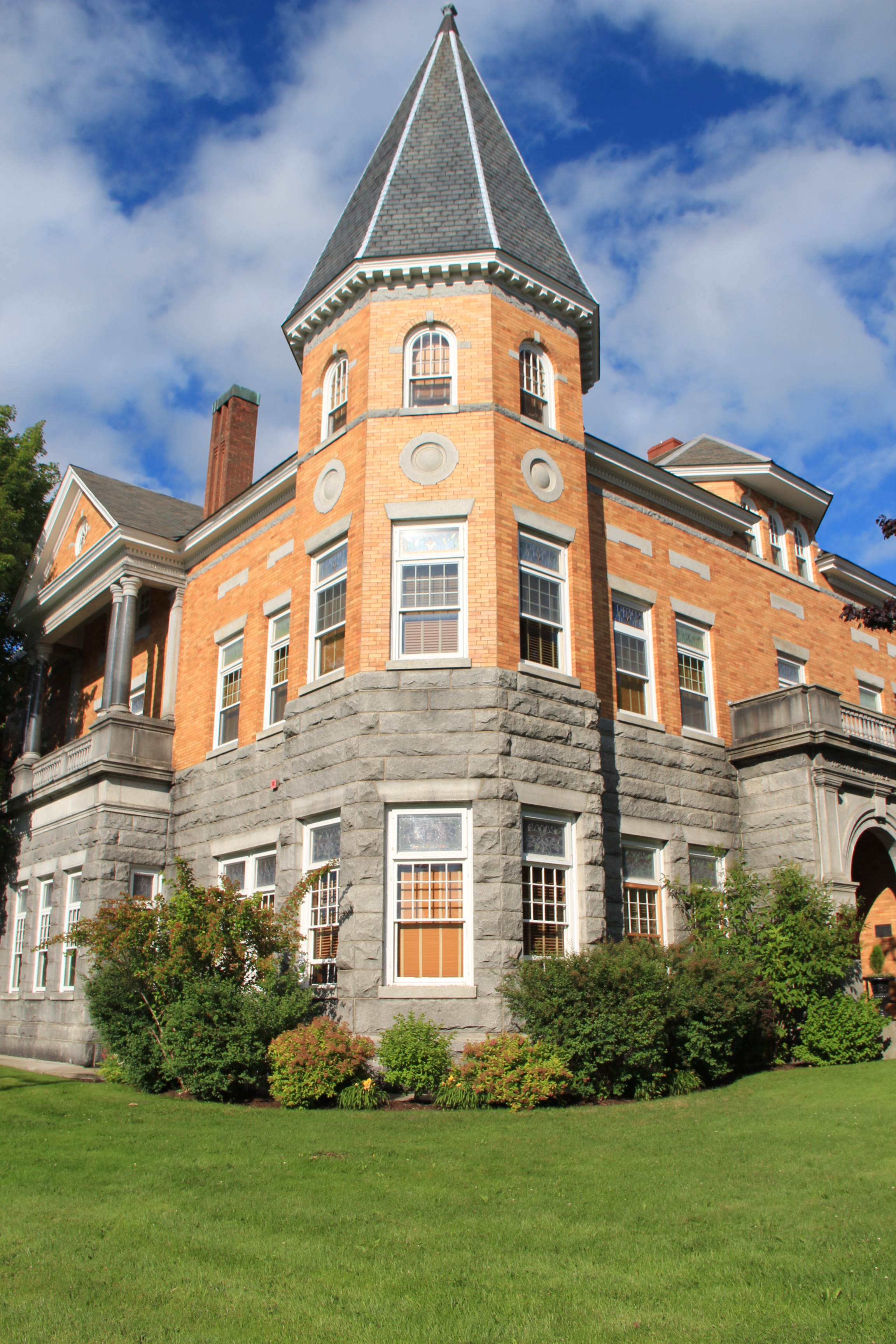
하스켈 무료 도서관 및 오페라 극장

하스켈 무료 도서관 및 오페라 극장(영어: Haskell Free Library and Opera House, 프랑스어: Bibliothèque et salle d'opéra Haskell)은 미국과 캐나다 국경에 걸쳐 있는 도서관 및 오페라 극장이다. 미국은 버몬트주 더비라인, 캐나다는 퀘벡주 스탠스테드에 속한다. 의도적으로 국경에 지은 건물로, 주소는 각각 나라의 주소를 가진다.
도서관과 오페라 무대는 캐나다에 있지만, 정문과 대부분의 오페라 좌석은 미국에 속한다. 이 때문에 이 도서관은 "미국에서 책이 없는 유일한 도서관"과 "미국에서 무대가 없는 유일한 오페라 극장"이라고 불리기도 한다. 캐나다에서의 입구는 없다. 그러나 비상구는 캐나다쪽에 있다. 모든 방문객은 건물에 접근하기 위해 미국 입구를 사용해야 한다. 캐나다에서 온 후원자는 캐나다의 규정된 경로를 사용하여 세관에 신고할 필요없이 미국의 정문으로 들어갈 수 있다. 단, 동일한 경로를 사용하여 건물을 떠난 후 즉시 캐나다로 돌아가야 한다.
이 도서관은 프랑스어와 영어로 된 2만 권 이상의 책을 소장하고 있다.

## 같이 보기
- 바를러나사우
- 바오로 6세 알현실
- 국제결혼